# Вітольд Мінкевич
Віто́льд Мінке́вич (пол. Witold Minkiewicz; 17 червня 1880, Іркутськ — 24 січня 1961, Гданськ) — польськиї архітектор, педагог, ректор Львівської політехніки.

## Біографія
Народився 17 червня 1880 в Іркутську, в сім'ї зісланих повстанців. 1898 року закінчив реальну школу в Тобольську і поступив на інженерно-будівельний факультет Варшавської політехніки. Через участь у студентських заворушеннях був змушений покинути Варшаву. 1901 року перевівся до львівської Політехнічної школи. Серед викладачів із фаху були зокрема Тадей Обмінський та Іван Левинський. 1908 року завершив навчання і залишився працювати асистентом на кафедрі утилітарного будівництва. 1910 року проходив практику при будівництві залізниць у Львові, Санкт-Петербургу та на Байкалі. У 1910–1915 роках викладає у Державній промисловій школі. Певний час працював в архітектурній майстерні Івана Левинського. 1911 року став членом мистецького товариства «Зеспул» (пол. Zespół). Був членом правління, виконував зокрема роль скарбника товариства. 1913 року брав участь у колективній виставці об'єднання в залах Технологічного інституту. 1911 року спільно із Владиславом Дердацьким заснував власну архітектурну фірму. 1 січня 1920 року стає надзвичайним професором архітектурного факультету Львівської політехніки. Від 1 червня 1923 — звичайний професор. У 1923–1924 і 1927–1928 роках — декан архітектурного факультету. 1925 року вийшла друком збірка студентських проєктів, із вступною статтею Мінкевича «Про проєктування» (Projekty studentów Wydziału Architektonicznego politechniki Lwowskiej, wykonane w pracowni katedry archiitektury monumentalnej w roku 1923—4). У 1930–1931 роках — ректор Львівської політехніки. 1938 року відзначений Командорським хрестом Ордену Відродження Польщі.
Від 1909 року Мінкевич був членом Політехнічного товариства у Львові. У 1911—1913 роках обирався до складу правління. Входив до складу комітету, який у рамках друкованого органу товариства (журнал «Czasopismo Techniczne») кілька разів на рік видавав номери присвячені архітектурі. Обраний Колом польських архітекторів (підрозділ товариства) до Сталої делегації архітекторів польських у Варшаві 26 листопада 1926 і 4 листопада 1927 року
1945 року примусово вивезений для роботи в шахтах на Донбасі. Того ж року звільнений, виїхав до Кракова і незабаром до Гданська, де колишні львівські професори утворили кафедру монументального будівництва. У березні 1947 стає керівником відбудови катедри на Вавелі. 1951 року полишає цю посаду, залишаючись членом комісії з відбудови і речознавцем при ній. 1960 року вийшов на пенсію. Тоді ж отримав ступінь доктора Honoris Causa Гданської політехніки. Був одружений із Софією Альбіновською. Дітей не мав. Помер 27 січня 1961, похований на цвинтарі у Вжешчі (місцевість Гданська).
Був одним із провідних архітекторів Польщі, що творили у стилі функціоналізму. Більшість будівель за його проєктами споруджені у Львові. Деякі проєкти реалізовані в Перемишлі, Томашеві, Острівці Святокриському, Сандомирі, Познані, Бориславі, Криниці, Галичі. У 1930-х роках проводив підготовку до реставрації Олеського замку на Львівщині (ці підготовчі матеріали використано вже під час реставрації у радянський час). Представляв Польщу на міжнародних конференціях, присвячених архітектурі, збереженню пам'яток. Був членом журі конкурсів на проєкт катедри в Катовицях (1925), пам'ятника Каролю Скібінському на Личаківському цвинтарі у Львові (1930)., пам'ятника об'єднанню польських земель у Гдині (1931). 1933 року був членом комісії Фонду військового квартирування, яка оцінювала конкурсні проєкти будинку на вулиці Краківське передмістя, 11 у Варшаві. Входив до низки інших фахових комісій з питань архітектури і містобудування. Публікував статті у фахових архітектурних журналах. Був членом редакцій часописів «Architekt», «Czasopismo Techniczne», «Architektura i Budownictwo». 1910 року на виставці польських архітекторів у Львові експонував спільні із Владиславом Дердацьким проєкти дому Бромільських (конкурсний), наріжного прибуткового дому, палацу мистецтв, дому «Сокола» в Гусятині, дому кредитно-рільничого товариства у Перемишлі (конкурсний). А також власні проєкти костелів і будинків. Творчості Вітольда Мінкевича присвячена дисертація польської дослідниці Романи Цельонтковської (1993).

## Публікації
- Z powodu I wystawy Architektury we Lwowie // Czasopismo Techniczne. — 1910. — № 23, 24.
- O przyszły gmach Uniuwersytetu // Czasopismo Techniczne. — 1912. — № 28.
- Konkurs na ratusz w Drohobyczu // Czasopismo Techniczne. — 1913. — № 31.
- O projektowaniu // Projekty studentów Wydziału Architektonicznego Politechniki Lwowskiej, wykonane w pracowni katedry architektury monumentalnej w roku 1923-4.
- Zakład naukowy w Tomaszowie Lubelskim // Architekt. — 1923. — № 2. — S. 19-20.
- Projekt gmachu labortorjum elektrotechnicznego i wydziału mechanicznego Politechniki lwowskiej // Architektura i Budownictwo. — 1925. — № 3. — S. 3—8.
- Projekt gmachu laboratorjum elektrotechnicznego I wydziału mechanicznego Politechniki lwowskiej // Architektura i Budownictwo. — 1925. — № 3. — S. 3—8.
- Laboratorjum maszynowe Politechniki lwowskiej // Architektura i Budownictwo. — 1926. — № 10/11. — S. 6.
- Domy mieszkalne Zakładu pensyjnego funkcjonarjuszów we Lwowie // Architektura i Budownictwo. — 1927. — № 11-12. — S. 347—352.
- Tanie budownictwo mieszkalne zagranicą i u nas // Czasopismo Techniczne. — 1930. — № 15, 16, 17.
- O problemach wawelskich // Ochrona Zabytków. — 1950. — № 2—3. — S. 113—128.

## Роботи у Львові
- Блок сецесійних прибуткових будинків на вулиці Бандери № 2, 4, 6. Виконані Мінкевичем у фірмі Івана Левинського у 1908–1909 роках. Співавтор Владислав Дердацький.[20]
- Житловий будинок Леона Аппеля на вулиці Грушевського, 10 (1910, співавтор Владислав Дердацький, скульптури Зигмунта Курчинського)[21].
- Будинок Педагогічного товариства на вулиці Дудаєва, 17 (1911, співавтор Владислав Дердацький, скульптури Зигмунта Курчинського).
- Будинок Празького кредитного банку на проспекті Свободи, 17. Проєкт посів перше місце серед 16 претендентів на конкурсі 1911 року. Співавтор Владислав Дердацький.[22] Під час реалізації проєкт перероблено архітектором Матеєм Блєхою. Скульптурне оздоблення виконав Емануель Кодет. Того ж року львівський архітектор Збіґнєв Брохвіч-Левинський в журналі Czasopismo Techniczne розкритикував переробку первинного проєкту. Нині тут знаходиться львівське відділення «Промінвестбанку»[23].
- Будинки працівників трамвайного транспорту на вулиці Промисловій (1912, співавтор Владислав Дердацький).
- Будинки у стилі раціонального модерну на вулиці Стуса, 5-7 (1912, співавтор Владислав Дердацький)[20].
- Прибутковий будинок Адольфа Левіна на вулиці Валовій, 13 (1912, співавтор Владислав Дердацький)[20].
- Будинок на вулиці Братів Рогатинців, 14 (1912, співавтор Владислав Дердацький)[20].
- Вілла на вулиці Тарнавського, 71 (1913–1922, співавтор Владислав Дердацький)[24].
- Машинна лабораторія Львівської політехніки на вулиці Устияновича. Перший проєкт, розроблений ще 1913 року у співавторстві із Владиславом Дердацьким за участі Богдана Стефановського[25], передбачав будівлю за містом із фасадами з нетинькованої цегли, стилістично близьку до промислових споруд. Через труднощі з набуттям ділянки локалізацію перенесено поруч із головним корпусом політехніки. Для того, щоб органічно вписати споруду в нове оточення, Мінкевич переробив проєкт, надавши будівлі рис модернізованого класицизму. Будівництво, перерване Першою світовою війною, поновлено 1922 року і завершено 1924.[26] Скульптурне оздоблення Яніни Райхерт-Тот[27].
- Будинки № 24, 26, 28, 28-а на вулиці Київській (1926). Призначались для працівників Пенсійного закладу. Поєднують у собі функціоналізм з елементами кубізму.[28]
- Житлові будинки Пенсійного закладу у стилі раннього функціоналізму на вулиці Стрийській, 36, 38, 40, 42, (1927). Вперше у Львові застосовано центральне опалення.[29]
- Вівтар костелу Марії Магдалини (1928).
- Реставрація костелу монастиря місіонерів у Микулинцях. 1926—1929 роки, спільно з Адамом Мсцівуєвським.[30]
- Новий головний вівтар, трон і амвон вірменського собору (1930)[31].
- Будинок № 17 на вулиці Чернігівській, 17 (1928–1930).
- Модифікація проєкту і добудова бібліотеки політехніки, виконана у 1930-х. Початковий проєкт Тадея Обмінського.[32]
- Водонапірні вежі на вулиці Пасічній та поблизу парку Залізна Вода. Спорудженню передували кілька ескізних проєктів. Через значне падіння цін на цеглу обрано варіант із нетинькованими фасадами з червоної цегли. Застосовано залізобетонні елементи. Зовні вежі мають форму дванадцятигранників із пілонами на кутах. Обладнані оглядовими майданчиками. Статичні обчислення зробив інженер Адам Курилло. Реалізовано у 1932–1933 роках.[33][34]
- Насосна станція на нинішній вулиці Шевченка, збудована у 1932–1933 роках. Статичні обчислення виконав Адам Курилло, будувала фірма Олександра і Михайла Маковичів.[34]
- Будинок на нинішній вулиці Франка 26 (1930-ті)[35].
- Реконструкція вестибюля і глядацького залу колишнього Скарбківського театру у стилі сталінського ампіру. Виконана у 1940–1941 роках спільно з Людвіком Краковським, під керівництвом Олександра Касьянова. У роботах задіяно низку львівських скульпторів.[36]

## В інших населених пунктах
- Конкурсний проєкт двору родини Яна і Софії Влодків у селі Негович Малопольського воєводства. Конкурс організовано 1913 року краківським Колом архітекторів. Серед 56 надісланих робіт проєкт Мінкевича не здобув призових місць, але був відзначений «другою почесною згадкою журі».[37]
- Комплекс навчального закладу в Томашеві (1923). Перші ескізи значно скромнішої будівлі створено ще 1919 року, але їх реалізації завадила Польсько-радянська війна. Пізніше для майбутнього закладу доброчинцями було подаровано розлогу ділянку розміром 17 моргів, для якої Мінкевич наново спроєктував комплекс і наглядав за його реалізацією.[38].
- Казарми в Галичі (1923).
- Будинок суду в Перемишлі.
- Будинок пошти в Бориславі (1928–1930)[39].
- Санаторій у Криниці на вулиці Новотарського, 7. Збудований у 1926–1939 роках за конкурсним проєктом.

## Нереалізовані
- Конкурсний проєкт нового костелу святої Анни у Львові у формі неоренесансної споруди із середньовічними елементами, увінчаної масивним центральним куполом. Проєкт отримав II місце (першої премії на конкурсі не призначено), однак не був реалізований. Храм мав постати на роздоріжжі нинішніх вулиць Городоцької і Шевченка замість існуючого. Співавтор Владислав Дердацький.[40]
- Перша премія у конкурсі на проєкт будинку земельного товариства в Перемишлі (1912, співавтор Владислав Дердацький).[41]
- Архітектурна частина пам'ятника Смольці у Львові. Конкурсний проєкт 1913 року.
- Конкурсний проєкт нового корпусу Львівського університету на нинішній вулиці Грушевського, III місце (1913, співавтор Владислав Дердацький)[42]. Того ж року видано збірку, присвячену конкурсу, куди зокрема увійшов проєкт Дердацького і Мінкевича.[43]
- Проєкт будівель електротехнічної лабораторії і механічного факультету Львівської політехніки (1925). Передбачався цілий комплекс на схід від головного корпусу.[44]
- Проєкт санаторію Пенсійного закладу для функціонерів приватних у Криниці. Розроблений для конкурсу 1926 року. Здобув одне з трьох перших місць.[45] У кінцевому результаті збудований за проєктом іншого призера. Нині — санаторій «Львігруд» на вул. Нітрібітта, 6.
- Конкурсний проєкт комплексу пологової клініки в Познані (1927)[46].
- Нереалізований конкурсний проєкт костелу Матері Божої Остробрамської на Личакові (1930, перше місце призначено Тадеєві Обмінському).[47]
- Проєкт храму Провидіння Господнього у Варшаві на другому (закритому) конкурсі на цей костел, який проводили в 1931 році.[48] Французький журнал L'Architecture d'aujourd'hui № 5 за 1932 рік опублікував 2 ілюстрації проєкту.[49]

## Галерея будинків у Львові
|                                          |                         |                               |                                     |
| Блок будинків на вулиці Київській 26—28а | Вулиця Стрийська, 36—42 | Корпус Львівської політехніки | Будинок на вулиці Чернігівській, 17 |

|                        |                    |                 |                              |                              |
| Вежа на Тернопільській | Вулиця Паркова, 14 | Вулиця Стуса, 7 | Будинок на вулиці Франка, 26 | Будинок на вулиці Бандери, 2 |